# Първият изповедник
„Първият изповедник: Легендата за Магда Сеарус“ (на английски: The First Confessor: The Legend of Magda Searus) е 15-ият роман на американския писател Тери Гудкайнд. Книгата служи като предистория на фентъзи поредицата „Мечът на истината“. 
Действието се развива векове преди събитията в основната поредица. Главната героиня Магда Сеарус, наскоро загубила съпруга си – първия магьосник Баракус, се впуска в разкриването на тайната зад неговата смърт. Това я отвежда до създаването на Институцията на Изповедниците и началото на борбата между Доброто и Злото.

## Издания
Това е първата книга, издадена самостоятелно от писателя. Освен 300 индивидуално номерирани екземпляра от лимитираното колекционерско издание, първоначално тя е достъпна ексклузивно като електронна книга и аудиокнига. През юли 2015 г. е публикувана от американското издателство TOR Fantasy с твърди корици, а година по-късно е издадена и с меки корици.
Книгата е издадена през 2012 г. от българското издателство „Прозорец“ в превод на Невена Дишлиева-Кръстева.

## Сюжет
Внимание:  Текстът по-долу разкрива сюжета на произведението (или части от него)!
На официалния уебсайт на автора е публикувано кратко описание на книгата, което гласи: „Първият изповедник“ е основата на поредицата „Мечът на истината“. Това е началото на великото приключение.“
Докато Старият свят се изправя срещу Новия, магьосниците от Ейдиндрил в Средните земи се трудят неуморно, опитвайки се да създадат защити срещу страховитите оръжия на император Сулахан. В този критичен момент, Първият магьосник Баракус извършва необяснимо самоубийство, хвърляйки се от най-високата кула на крепостта. Съпругата му, Магда Сеарус, е съкрушена и объркана, неспособна да разбере причините за трагедията. 
След като открива загадъчно послание, оставено от Баракус, Магда се впуска в опасно пътешествие в търсене на истината. Пътят ѝ я отвежда до спиритуалистката Изодор, но преди тя да успее да ѝ помогне, е жестоко убита от мистериозно същество. Магда оцелява и скоро е потърсена от Алрик Рал – могъщия владетел на Д'Хара. Той ѝ разкрива ужасяващата заплаха от Тираните на сънищата – създания, способни да проникнат в умовете на хората и да ги подчинят.
С помощта на магьосника Мерит – мъж с изключителни знания и сили – Магда създава най-могъщия артефакт, познат на света: Меча на истината. Това велико дело я превръща в първия Изповедник, поставяйки началото на нова ера в борбата срещу злото.

## Герои
- Магда Сеарус, главна героиня, Първи изповедник.
- Мерит, главен герой, магьосник на Първия изповедник
- Лотаин, главен герой, главен прокурор
- Баракус, покойният съпруг на Магда Сеарус и бивш Първи магьосник
- Тили, слугиня на Магда Сеарус.
- Изодор, магьосница и спиритистка
- Куин, магьосник, назначен да пази Слифите . Приятел от детството на Магда Сеарус
- Алрик Рал, лидер на Д'Хара
- Садлър, член на съвета в Ейдиндрил
- Старейшина Кадел, член на съвета в Ейдиндрил
- Гаймер, член на съвета в Ейдиндрил
- Общински съветник Уестън, член на съвета в Ейдиндрил
- Общински съветник Хамбрук, член на съвета в Ейдиндрил
- Сулахан, император на Стария свят и антагонист.
- Наджа Мун, дезертирала спиритистка от Стария свят